# Sermoise

Sermoise este o comună în departamentul Aisne din nordul Franței. În 1 ianuarie 2022 avea o populație de 347 de locuitori.